# ناپالم

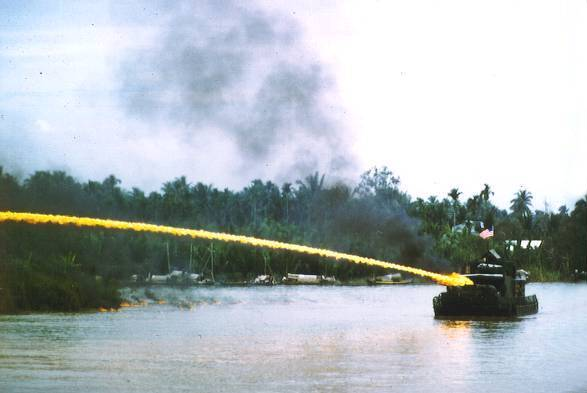
قایق رزمی آمریکایی هنگام پرتاب ناپالم در ویتنام

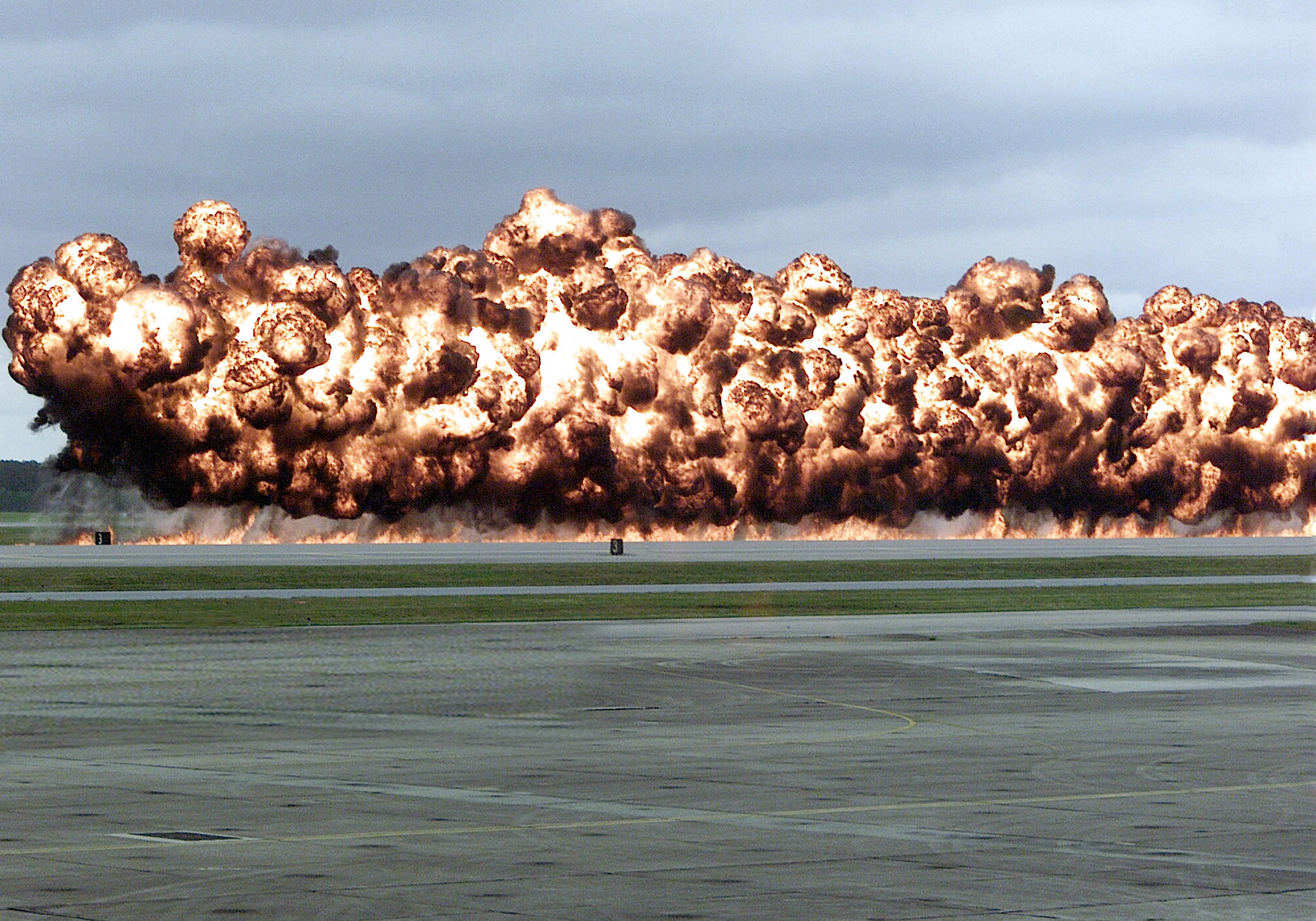
انفجار ناپالم روی دریا

اف-100 سابر در حال پرتاب بمب ناپالم در یک پرواز تمرینی

ناپالم ماده‌ای اتش زا و نوعی بمب محتوی نوعی ترکیب مایع، ترجیحاً بنزین است با اکتان ۸۰ و یکی از پودرهای ام ۱ یا ام ۲ یا ام ۹ (ترجیحا ام ۲)، که پس از پرتاب و برخورد به هدف، مادهٔ ژلاتینی تولید کند و با شعله و حرارت زیاد بسوزد. البته اسم اصلی این پرتابه جنگی موشک ناپالِم است.
ناپالم از بنزین یا پلی‌استیرن یا نفت، به‌همراه موادی که به آن ویژگی ژله‌ای و چسبندگی می‌دهند، مانند صابون یا روغنهای موتور یا مواد شوینده مایع با ترکیبهای مشخص که غالباً به صورت تجربی ترکیب می‌شوند یا یونولیت که مقدار بسیار کمی-ماده ام ۲- که در یونولیت وجود دارد، ساخته می‌شود. البته در نیروهای نظامی ایران این ماده به فوگاز معروف است، این مادهٔ آرام‌سوز و چسبنده، بدنه اجسام و انسان را کم‌کم و به‌شدت می‌سوزاند. چند قطره ناپالم ۲x۲ متر مکعب از ماده را نابود می‌کند. بدون تماس مستقیم نیز می‌تواند با حرارتی بین ۸۰۰ تا ۱۲۰۰ درجه سانتی گراد اجسام را نابود کند. ناپالم آب‌گریز است. آتش ناپالم به سادگی با آب خاموش نمی‌شود.
بمب‌های ناپالم در جنگ جهانی دوم با بنزین و صابون ساخته می‌شد. نخستین نسخهٔ این بمب در سال ۱۹۴۲ در دانشگاه هاروارد طراحی شد؛ و نخستین بار در ژوئن ۱۹۴۴ و اواخر جنگ جهانی دوم در جریان نبرد تینیان توسط نیروهای ایالات متحده آمریکا علیه ژاپن و سپس در نبرد نرماندی بکار گرفته شد.

## انواع ناپالم بر پایه ترکیبات
- ناپالم نظامی: که ماده ان معمولاً به صورت ترکیبی از موادی به صورت الکان‌های بنزن با عدد اکتان بالا و مقادیر مشخص شده‌ای از امولایت و مقدار بسیار کمی خرج گود ساخته می‌شود که قدرت زیادتری در تخریب و احتراق نسبت به ناپالم‌های دست‌ساز دارند
- ناپالمهای دست‌ساز معمولاً خرج اصلی در نارنجکهای کوکتل مولوتف به صورت ترکیبی از یونولیت و بنزین یا ترکیب بنزین و روغن موتور یا مواد شوینده مایع یا روغن پالم با مقادیر مشخص وجود دارند.

قوانین بین‌المللی استفاده از ناپالم و سایر مواد آتش‌زا علیه اهداف نظامی را منع نکرده‌است، ولی استفاده از آن علیه غیر نظامیان بر اساس کنوانسیون منع استفاده از برخی سلاح‌های متعارف مصوب ۱۹۸۰ ممنوع است. پروتکل ۳ این کنوانسیون استفاده از هر نوع ماده آتش‌زا مانند ناپالم و فسفر سفید را غیرمجاز می‌داند اما این پروتکل از سوی برخی کشورها پذیرفته نشده‌است.
از جمله این نوع بمب‌ها می‌توان به بمب ناپالم هواپرتاب بی‌ال‌یو-۱ ساخت کشور آمریکا اشاره کرد.